# Ooperipatus porcatus
Ooperipatus porcatus är en klomaskart som beskrevs av Reid 2000. Ooperipatus porcatus ingår i släktet Ooperipatus och familjen Peripatopsidae. Inga underarter finns listade i Catalogue of Life.